# Johan Ramström
Karl Johan Ramström, född 17 december 1975 i Kläckeberga församling, Kalmar län, är en svensk låtskrivare och musiker från Kalmar, som tillsammans med Patrik Magnusson bl.a. skrivit låtar som tävlat i den svenska Melodifestivalen. De två låtar som duon haft med tidigare i tävlingen är "Sail Away" med Annika Ljungberg (2002) och "La chica de la copa" med Pablo Cepeda (2006).
Till Melodifestivalen 2011 skrev han tillsammans med Magnusson och Teron Beal låten "Me and My Drum", som framfördes av bland andra artisten Swingfly.

## Melodifestivalbidrag
| MF   | Låt                   | Artist           | Text/musik                                                                                                 | Anmärkning               |
| ---- | --------------------- | ---------------- | --- | ------------------------ |
| 2002 | "Sail away"           | Annika Ljungberg | Johan Ramström (t/m), Patrik Magnusson (t/m)                                                               | Utslagen (vinnarnas val) |
| 2006 | "La chica de la copa" | Pablo Cepeda     | Patrik Magnusson (t/m), Johan Ramström (t/m), Pablo Cepeda (t/m)                                           | 7:e plats (utslagen)     |
| 2011 | "Me and my drum"      | Swingfly         | Teron Beal (t/m), Patrik Magnusson (t/m), Johan Ramström (t/m), Swingfly (t/m)                             | 5:e plats                |
| 2015 | "Don't Stop"          | Isa              | Johan Ramström (t/m), Isa Tengblad (t/m), Magnus Wallin (t/m), Gustaf Svenungsson (t/m) Oscar Merner (t/m) | 7:e plats                |